# HMS Estland (1683)
HMS Estland (1683) (рус. Эстляндия, Эстланд) — шведский 56-пушечный парусный линейный корабль 4 ранга, спущенный на воду в 1683 году. 
Во время своей службы, с 1683 по 1733 год, «Эстланд» входил в состав шведского флота, в ходе Великой Северной войны принимал участие в нескольких морских кампаниях: в 1700 году против Дании и Лифляндии, в 1712 году в экспедиции к устью Невы, в 1713 году в стычке у Гогланда и сражении при Рюгене. 
Затонул в 1733 году в Карлскруне.